# Fléville-Lixières
Fléville-Lixières ist eine französische Gemeinde mit 300 Einwohnern (Stand: 1. Januar 2022) im Département Meurthe-et-Moselle in der Region Grand Est (bis 2015 Lothringen). Sie gehört zum Arrondissement Val-de-Briey und ist Mitglied im Gemeindeverband Communauté de communes Orne Lorraine Confluences. Die Bewohner werden Flevillois und Flevilloises genannt.

## Geografie
Fléville-Lixières liegt 24 Kilometer nordwestlich von Metz. Das Gemeindegebiet wird vom Flüsschen Rawe durchquert. Umgeben wird Fléville-Lixières von den Nachbargemeinden Norroy-le-Sec im Nordwesten und Norden, Anoux im Nordosten, Lantéfontaine und Lubey im Osten, Ozerailles im Osten und Südosten, Thumeréville im Süden, Mouaville im Süden und Südwesten, Béchamps im Südwesten sowie Gondrecourt-Aix im Südwesten und Westen.

## Bevölkerungsentwicklung
| Jahr                       | 1962 | 1968 | 1975 | 1982 | 1990 | 1999 | 2006 | 2012 | 2019 |
| Einwohner                  | 212  | 208  | 192  | 221  | 252  | 245  | 239  | 288  | 309  |
| Quellen: Cassini und INSEE |      |      |      |      |      |      |      |      |      |

## Sehenswürdigkeiten
- Pfarrkirche Saint-Laurent in Fléville, 1869 erbaut, Ersatz für die frühere Kirche von 1765
- Pfarrkirche Saint-Pierre in Lixières,  1836 erbaut
- Reste des alten Schlosses, im 17. Jahrhundert zerstört

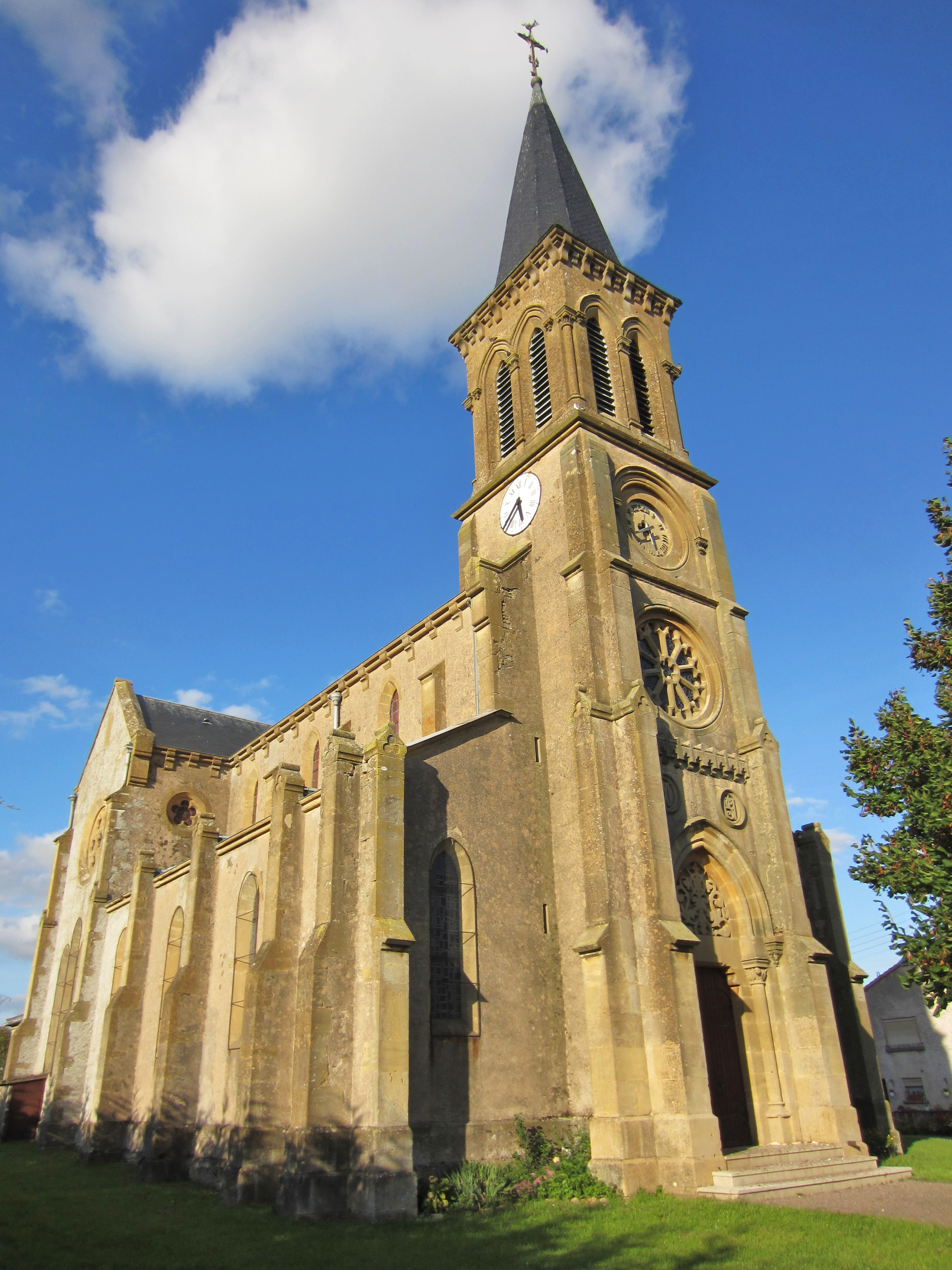
Pfarrkirche Saint-Laurent
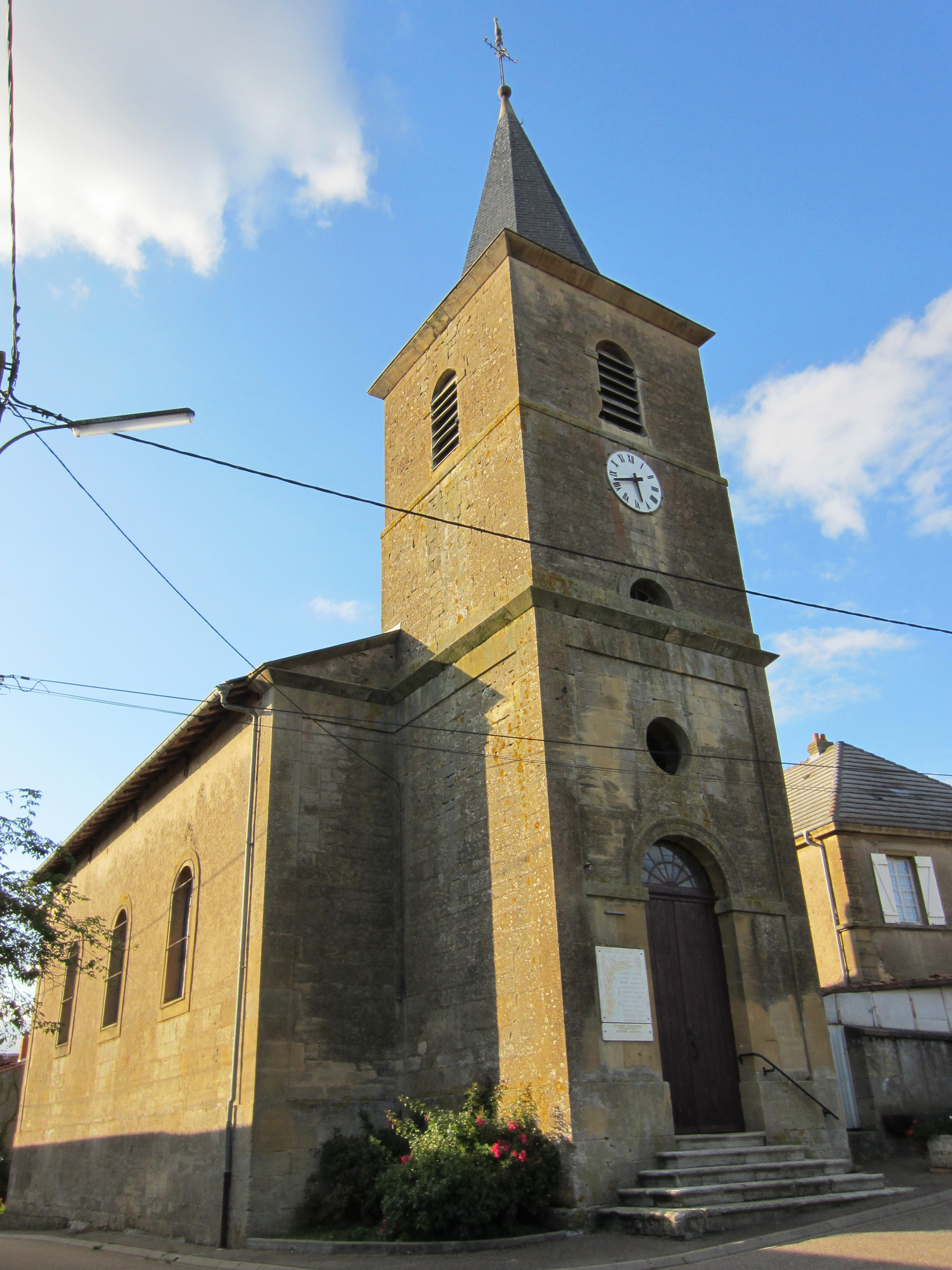
Pfarrkirche Saint-Pierre